# Diocesi di Tréguier

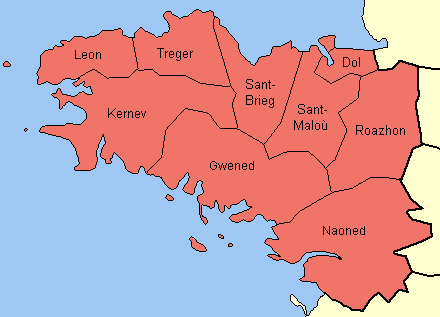
Le diocesi storiche della Bretagna prima della rivoluzione francese: quella di Tréguier è indicata con il nome bretone di Treger.

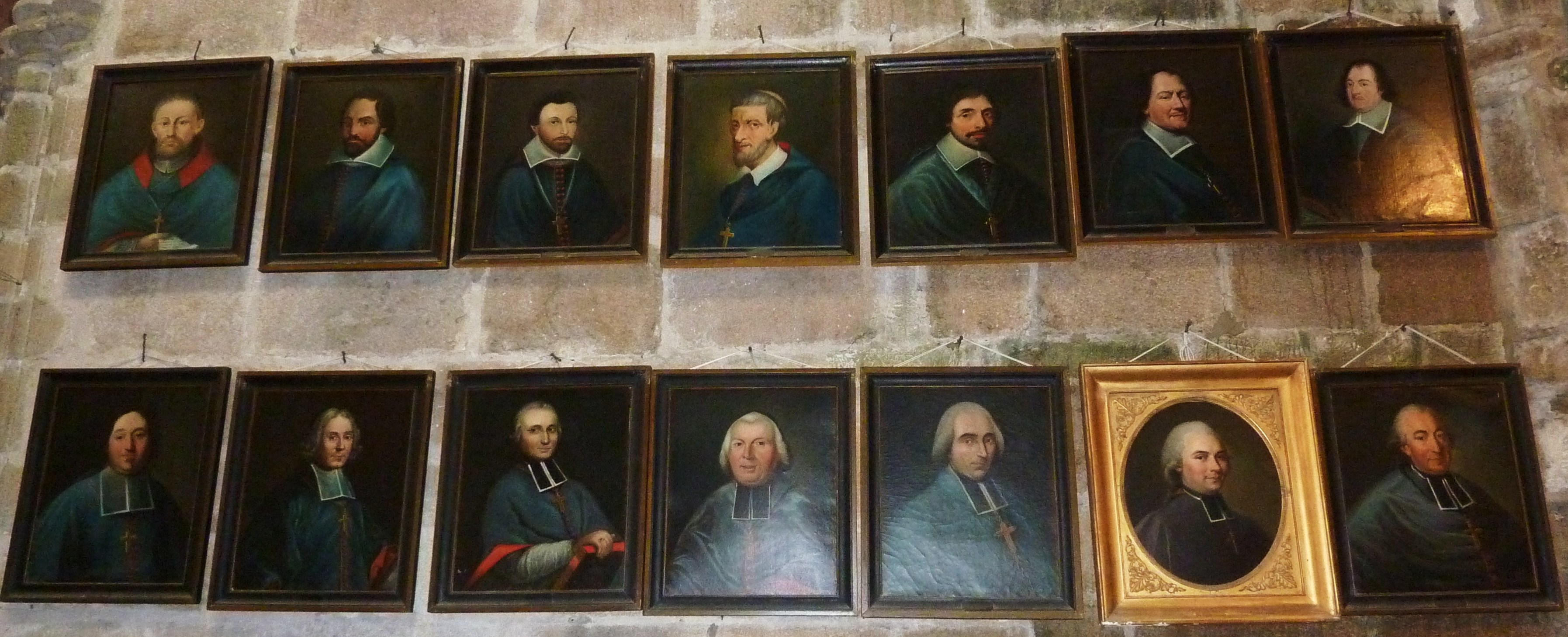
Ritratti dei 14 vescovi di Tréguier tra il 1587 e il 1801, conservati nella cattedrale di San Tugdual.

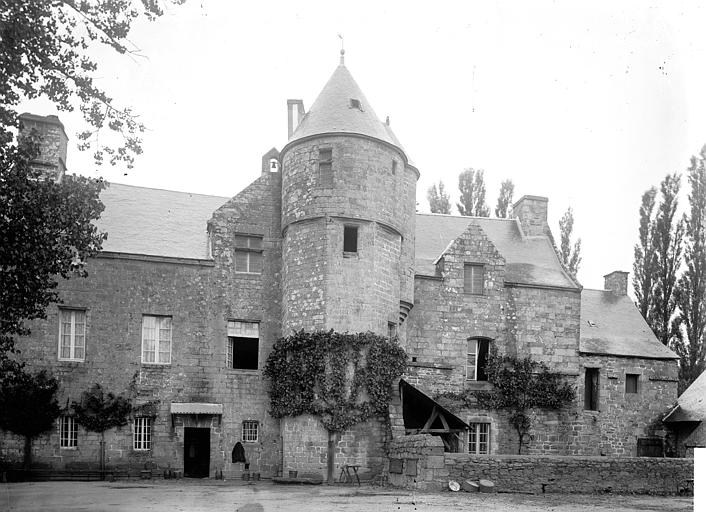
L'abbazia Sainte-Croix a Guingamp, fondata verso il 1135.

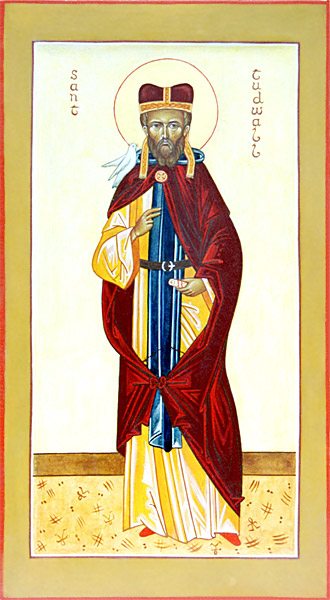
Icona moderna raffigurante San Tugdual, fondatore della diocesi.

La diocesi di Tréguier (in latino: Dioecesis Trecorensis) è una sede soppressa della Chiesa cattolica.

## Territorio
La diocesi comprendeva parte della Bretagna settentrionale. Confinava a nord con il mare, ad est con la diocesi di Saint-Brieuc, a sud con quella di Quimper e ad ovest con quella di Léon.
Sede vescovile era la città di Tréguier nell'attuale dipartimento delle Côtes-d'Armor, dove fungeva da cattedrale la chiesa di Saint-Tugdual.
Nel 1761 la diocesi comprendeva 130 parrocchie, suddivise in due arcidiaconati: Tréguier e Plougastel.

## Storia
Incerte sono le origini della diocesi di Tréguier. La tradizione lega la nascita della diocesi alla fondazione di un monastero a metà del VI secolo ad opera di san Tugdual. Una biografia del IX secolo riferisce che Tugdual era un monaco gallese emigrato in Bretagna dove avrebbe fondato a Tréguier il monastero nel 542 e sarebbe stato poi ordinato vescovo per ordine di re Childeberto I. Biografie successive, di carattere leggendario, riferiscono che Tugdual designò come successore un suo discepolo, Ruelin (Revelinus), che riuscì a prendere possesso della sede solo dopo aver sconfitto un competitore, Pergat (Perbgatus).
Alcune leggende del XII secolo raccontano che la diocesi monastica di Tréguier fu in realtà la continuazione di una sede episcopale precedente, Lexovium, oggi Yaudet nel comune di Ploulec'h, dove pontificarono ben 68 vescovi. Il primo sarebbe stato un Drennalus, discepolo di Giuseppe di Arimatea, giunto in Bretagna nel 72 d.C.
Secondo una cronaca del XII secolo, l'Indiculus de episcoporum depositione, la diocesi di Tréguier fu eretta nell'848 dal primo re bretone, Nominoë, in concomitanza con la riforma della Chiesa bretone operata dal re. Questa testimonianza è ritenuta attendibile da alcuni storici, benché con le dovute cautele; tra questi Duchesne, il quale ritiene che il monastero di San Tugdual fu elevato al rango di diocesi da Nominoë, anche se non è chiaro se i primi vescovi fossero anche abati oppure no. Altre ipotesi (Hubert Guillotel) ritengono che la diocesi sia stata fondata verso la fine del X secolo (nel 970 circa, data della prima attestazione della diocesi in un atto), in concomitanza con la riorganizzazione della Bretagna dopo la partenza dei Normanni.
Un catalogo episcopale della seconda metà del XVI secolo, redatto all'epoca del vescovo Jean-Baptiste Le Gras († 1583), riporta un elenco di vescovi difficilmente documentabile nella sua parte più antica. Gallia christiana tiene conto solo di alcuni di questi vescovi. Il primo vescovo di Tréguier attestato storicamente è Guglielmo, che è menzionato nel 1032 nell'atto di fondazione dell'abbazia di San Giorgio di Rennes.
La diocesi era suffraganea dell'arcidiocesi di Tours. Questa dipendenza fu messa in discussione quando i re di Bretagna, nel tentativo di creare una Chiesa bretone autonoma, elevarono nel IX secolo la diocesi di Dol a sede metropolitana di tutte le diocesi bretoni. Questa decisione regia non fu mai approvata dai papi e dagli arcivescovi di Tours; la questione tuttavia ebbe termine solo alla fine del XII secolo.
La prima cattedrale di Tréguier, in stile romanico, fu costruita nell'XI secolo dal vescovo Hugues de Saint-Pabutral e finanziata dai conti Penthièvre di Bretagna. L'edificio fu ricostruito in stile gotico a partire dal 1339 sotto Richard du Poirier ed ultimato nel XIV secolo.
Nel XII secolo furono fondate le due abbazie presenti nella diocesi, quella di Bégard, fondata nel 1130, e quella di Santa Croce di Guingamp, eretta nel 1135. In diocesi esistevano anche due chiese collegiate: Notre-Dame-du-Mur di Morlaix (1295), e quella di Tonquédec (1447).
Nel XIII secolo la diocesi fu il campo di apostolato di Yves Hélory de Kermartin, prete diocesano, predicatore, che si distinse per la sua generosità verso i poveri. Morto nel 1303 in odore di santità, fu in seguito canonizzato; le sue reliquie attirarono numerosi pellegrini e favorirono la notorietà della cattedrale di Tréguier, che già conservava i resti di San Tugdual.
Alla morte del vescovo Geoffroi de Tournemine († 1317) il papa si riservò la conferma dei vescovi fatta dal capitolo della cattedrale, privilegio fino a quel momento a beneficio degli arcivescovi di Tours.
Il vescovo Balthasar Grangier de Liverdis fondò il seminario diocesano nel 1654.
All'inizio del Settecento, il vescovo Olivier Jégou de Querville, simpatizzante del giansenismo, si rifiutò di pubblicare la bolla Unigenitus Dei Filius di papa Clemente XI; per questo motivo la diocesi fu privata delle indulgenze accordate a tutto il mondo cattolico per il giubileo del 1725.
L'ultimo vescovo, Augustin-René-Louis Le Mintier, sostenne fino in fondo il re nella sua resistenza ai rivoluzionari pubblicando una lettera pastorale in questo senso, e fu un fermo oppositore della costituzione civile del clero; per questo motivo dovette abbandonare la sua sede e rifugiarsi dapprima a Jersey e poi a Londra dove morì.
La diocesi fu soppressa in seguito al concordato con la bolla Qui Christi Domini di papa Pio VII del 29 novembre 1801 e il suo territorio incorporato in quello delle diocesi di Quimper e di Saint-Brieuc.
Il 23 gennaio 1852 ai vescovi di Saint-Brieuc è stato concesso di aggiungere al proprio titolo quello di vescovi di Tréguier.
Furono ben cinque i vescovi di Tréguier che ebbero l'onore di ricevere la porpora cardinalizia: Even (Yves) Bégaignon, Raffaele Riario, Robert Guibé, Louis de Bourbon-Vendôme e Ippolito II d'Este.

## Cronotassi dei vescovi
- San Tugdual † (circa 542 - 30 novembre 563 deceduto)
- Leoterio †
- Festgeno †[1]
- Felice o Garnobrio (o Garurbrio) †[2]
- Gozennano (o Gorennano) †[3]
- Graziano †[4]
- Costantino †[5]
- Guillaume I † (menzionato nel 1032)[6]
- Martin † (circa 1047 - ?)
- Hugues de Saint-Pabutral † (menzionato nel 1086)
- Raoul † (prima del 1110 - dopo il 1134)
- Guillaume II † (prima del 1137 - circa 1144 deceduto)
- Hugues II † (menzionato nel 1144)
- Guillaume III † (prima di settembre 1151 - 1174 deceduto)
- Ives Hougnon † (1174 - 1179 deceduto)
- Geoffroi Loiz † (1179 - circa 1221 deceduto)
- Etienne † (31 gennaio 1223[7] - dopo il 1237 deceduto)
- Hamon † (prima del 1242 - circa 1255 deceduto)
- H. † (1255 - circa 1261 o 1262 deceduto)
- Alain de Lezardrieu † (circa 1261 o 1262 - dopo il 1271)
- Alain de Bruc † (prima del 1280 - 1296 deceduto)
- Geoffroi de Tournemine, O.P. † (prima del 26 aprile 1296 - 1317 deceduto)
- Jean Rigaud, O.F.M. † (21 febbraio 1317 - 1323 deceduto)
- Pierre de l'Isle † (16 settembre 1323 - 1327 deceduto)
- Ives Le Prévôt de Bois Boëssel † (7 ottobre 1327 - 31 agosto 1330 nominato vescovo di Quimper)
- Alain de Haïloury † (31 agosto 1330 - 1338 deceduto)
- Richard du Poirier † (febbraio-marzo 1338 consacrato - 1353 deceduto)
- Robert de Peynel † (15 maggio 1353 - 19 novembre 1354 nominato vescovo di Nantes)
- Hugues de Montrelais † (19 novembre 1354 - 21 agosto 1357 nominato vescovo di Saint-Brieuc)
- Alain, O.P. † (21 agosto 1357 - 1362 deceduto)
- Even Bégaignon, O.P. † (28 novembre 1362 - 1371 deceduto)
- Jean le Brun † (5 maggio 1371 - 1378 deceduto)
- Thibaud de Malestroit † (19 marzo 1378 - 2 dicembre 1383 nominato vescovo di Quimper)
- Hugues de Keroulay † (2 dicembre 1383 - fine 1384 deceduto)
- Pierre Morel † (21 agosto 1385 - 3 maggio 1401 deceduto)
- Ives Hirgouët † (1401 - 1403 deceduto)
- Hugues Lestoquer, O.P. † (20 agosto 1403 - 25 agosto 1404 nominato vescovo di Vannes)
- Bernard de Peyron † (25 agosto 1404 - 17 settembre 1408 nominato vescovo di Tarbes)
- Christophe d'Hauterive, O.E.S.A. † (17 settembre 1408 - dopo il 4 giugno 1417 deceduto)
- Matthieu du Kosker † (15 dicembre 1417 - 1422 deceduto)
- Jean de Bruc † (25 aprile 1422 - 25 settembre 1430 nominato vescovo di Dol)
- Pierre Piédru † (25 settembre 1430 - 25 agosto 1434 nominato vescovo di Saint-Malo)
- Raoul Rolland † (6 settembre 1434 - marzo-aprile 1441 deceduto)
- Jean de Plouec † (4 maggio 1442 - 7 aprile 1453 deceduto)
- Jean de Coetquis † (27 luglio 1453 - 23 settembre 1464 deceduto)
- Hugues de Coat Tredrez † (23 settembre 1464 - 7 gennaio 1465 dimesso)
- Christophe du Châtel † (7 gennaio 1465 - 9 dicembre 1479 deceduto)
  - Raffaele Riario † (18 agosto 1480 - 1483 dimesso) (amministratore apostolico)
- Robert Guibé † (6 maggio 1483 - 24 marzo 1502 nominato vescovo di Rennes)
- Jean Calloet † (24 marzo 1502 - 7 marzo 1505 deceduto)
- Antoine du Grignaux † (22 dicembre 1505 - 16 novembre 1537 deceduto)
  - Louis de Bourbon-Vendôme † (14 giugno 1538 - 1542 dimesso) (amministratore apostolico)
  - Ippolito II d'Este † (26 aprile 1542 - 1548 dimesso) (amministratore apostolico)
- Jean Jouvenel des Ursins † (26 novembre 1548 - 27 ottobre 1566 deceduto)
  - Claude de Kernovenoy † (1566 - 1572 dimesso) (vescovo eletto)
- Jean-Baptiste Le Gras † (4 luglio 1572 - febbraio 1583 deceduto)
- François de La Tour, O.Cist. † (14 ottobre 1583 - 1587 dimesso)
- Guillaume du Halgoët † (25 maggio 1587 - 29 ottobre 1602 deceduto)[8]
- Georges-Louet-Adrien d'Ambroise † (2 agosto 1604 - 29 luglio 1616 deceduto)
- Pierre Cornullier † (3 aprile 1617 - 29 luglio 1619 nominato vescovo di Rennes)
- Gui Champion † (2 ottobre 1619 - 14 settembre 1635 deceduto)
- Noël des Landes, O.P. † (28 gennaio 1636 - 19 agosto 1645 deceduto)
- Balthasar Grangier de Liverdis † (16 luglio 1646 - 2 febbraio 1679 deceduto)
- François-Ignace de Baillon de Saillant, C.O.I.M. † (12 giugno 1679 - prima del 7 luglio 1692 dimesso)
- Eustache Le Sénéchal de Carcado † (7 luglio 1692 - 15 maggio 1694 deceduto)
- Olivier Jégou de Querville † (30 agosto 1694 - 2 agosto 1731 deceduto)
- François-Hyacinthe de La Fruglaye de Kervers † (31 marzo 1732 - 23 dicembre 1745 deceduto)
- Charles-Gui Le Borgne de Kermorvan † (2 maggio 1746 - 30 settembre 1761 deceduto)
- Joseph-Dominique de Cheylus † (29 marzo 1762 - 17 dicembre 1766 dimesso)
- Jean-Marc de Royère † (16 febbraio 1767 - 11 settembre 1773 dimesso)
- Jean-Augustin de Frétat de Sarra † (20 dicembre 1773 - 26 giugno 1775 dimesso)
- Jean-Baptiste-Joseph de Lubersac † (17 luglio 1775 - 15 marzo 1780 dimesso)
- Augustin-René-Louis Le Mintier † (20 marzo 1780 - 21 aprile 1801 deceduto)
  - Sede soppressa